# Angajo Lennert-Sandgreen
Angajo Nikki Stephen Lennert-Sandgreen [aŋaˈju ˈnikːi ˈstɛfn̩ ˈlɜnʌd̥ ˈsang̊ʁɛˀn] (* 1986 in Nuuk) ist ein grönländischer Schauspieler, Sänger und Fernsehmoderator.

## Leben
Angajo Lennert-Sandgreen wurde 2009 als Hauptdarsteller im zweiten grönländischen Spielfilm Hinnarik Sinnattunilu („Hendrik und sein Traum“) bekannt. In dem von Malik Kleist und Aka Hansen produzierten Film spielt er einen Jungen, der weltberühmt werden möchte. Seine Rolle erinnert dabei an Borat. Der Film wurde außerordentlich erfolgreich in Grönland und aus der Filmrolle entwickelte sich schnell die Kunstfigur Hinnarik. 2011 veröffentlichte er gemeinsam mit seinem Kindheitsfreund Frederik Elsner eine CD mit Kinderliedern. Obwohl er 2011 noch im Film Qaqqat Alanngui („Schattenseite der Berge“) auftrat, blieb Hinnarik seine bekannteste Rolle. 2016 wurde er Moderator des Kinder- und Jugendfernseh- und -radioprogramms Senior Wowow auf KNR. Dort entstand auch die Kunstfigur Qillannguaq 88, als der er 2017 einen Rapsong veröffentlichte. Seither ist er auch als Moderator in anderen Programmen zu sehen, so unter anderem 2018 und 2019 bei der Verleihung der grönländischen Sportpreise. 2021 erschien die Single Iligdudi von ihm und Frederik Elsner unter dem Namen Hinnarik Kammanilu („Hinnarik und sein Kumpel“).